# Deimos-2
Deimos-2 ist ein Erdbeobachtungssatellit der spanischen Deimos Imaging und der Nachfolger von Deimos-1.
Er wurde am 19. Juni 2014 um 19:11 UTC mit einer Dnepr-Trägerrakete vom Kosmodrom Jasny zusammen mit 36 weiteren Satelliten in eine sonnensynchrone Umlaufbahn gebracht.
Der dreiachsenstabilisierte Satellit ist mit einer Vierkanal-Multispektralkamera namens High Resolution Advanced Imaging System mit einer Auflösung von 0,75 m panchromatisch und 4 m multispektral sowie einer Schwadbreite von 12 km ausgerüstet. Er wurde auf Basis des SI-300-Satellitenbus der südkoreanischen SATREC gebaut und besitzt elektrische Triebwerke mit 7 mN Schub zur Bahnregelung. Die Stromversorgung übernehmen Solarzellen mit insgesamt 450 W Leistung.